# Tarpajzs
A tarpajzs üres címerpajzs, mindenféle címerábra nélkül. A heraldikai jellemzők közül egyedül a borítással rendelkezik. Ez mesteralaknak számít, de egyben a legegyszerűbb címertípus is, mert vannak olyan címerviselők, akik tarpajzsot viselnek, mint például a lüttichi püspökök, az Albret bárók és a 17. századig a svájci Schwyz kanton.       
Névváltozatok: üres tér (Nagy Iván VIII. 92. l.), egyszínű paizs (Bárczay 61. l.), vakpajzs (Zolnay 452. l.)

de: Ledigenschild, einfarbige Wappen, cs: štít prostý, la: scuta pura, areas in simplicus, areas monochromatae (Spener 128. l.)

Rövidítések

A tarpajzs nem váromány-, hanem valódi címer. A régi címertani felfogásban gyakran a legősibb, ezért a legelőkelőbb címernek tartották. A kései középkorban a lovagok gyakran használtak tarpajzsot, hogy megőrizzék az inkognitójukat. Ekkoriban gyakoriak voltak az egyféle mázú vagy prémű tarpajzsok. Később az eredeti tarpajzsokra gyakran kerültek címerábrák (pl. a portugál Meneses család arany tarpajzsára gyűrűt helyeztek) és ezáltal megszűntek tarpajzsnak lenni.   
Tarpajzs lehet fém, szín és prém tarpajzs. Az összes prémváltozattal együtt nem lehet több mint 40 ténylegesen is használt tarpajzs. Kizárólag az osztatlan pajzs lehet tarpajzs. Az azonos színű, címerábrák nélküli osztott címer pajzstagolás. A régi német címerleírásokban néha tévesen az üres pajzstagolást is tarpajzsnak nevezték. A tarpajzs nem tévesztendő össze a művészcímerben használt üres pajzsokkal, melyek nem valódi tarpajzsok, hanem címerképek.        

## Tarpajzsok

Meneses (régi)
Zgraia
Nagymartoni címer, d’Albret, Navarra régi, Antióchiai hercegség
Marienthal, de la Barge
Pupellin, Bis, Caretto di Millessimo
de Gournay
Aubert
Bretagne hercege (1316), Sainte-Hermine (összesen 15 francia család használja)
de Rousselet, Laval, Roux, Maublanc
Van der Eze, van der Kornmark
van Leefvelt
Zu Pappenheim
Beauchamp
de Götterswyck
Ferrers
Tichmersh
Guines (Gisen grófok)
Rochefort
Villereval
Ward
Gresley
(udinei) Soldonieri
Tenremonde
Mydlam
d’Anglue
Canbi